# Otto Hantke
Otto Hantke (ur. 27 stycznia 1907 w Kietrzu, data śmierci nieznana) – zbrodniarz hitlerowski, SS-Untersturmführer, pierwszy komendant obozu pracy Budzyń.
Początkowo był strażnikiem w lubelskim obozie pracy, który mieścił się przy ul. Lipowej. Następnie otrzymał zadanie utworzenia obozu pracy dla Żydów w Budzyniu. Od września do grudnia 1942 był pierwszym komendantem tego obozu, stanowiącego wówczas podobóz Majdanka. Kierował selekcjami niezdolnych do pracy więźniów do obozu zagłady Belzec. Uczestniczył również w ostatecznej likwidacji getta w Kraśniku, gdzie również przeprowadzał selekcje. Hantke dopuszczał się również morderstw na więźniach Budzynia.
W 1974 został postawiony przed zachodnioniemieckim sądem w Hamburgu w związku z morderstwami popełniomymi na Żydach w Budzyniu i Kraśniku. 25 lipca 1974 Hantke skazany został na dożywotnie pozbawienie wolności.